# Tenuipalpus imias
Tenuipalpus imias är en spindeldjursart som beskrevs av Cao 1982. Tenuipalpus imias ingår i släktet Tenuipalpus och familjen Tenuipalpidae. Inga underarter finns listade i Catalogue of Life.